# Blood: The Last Vampire (film)
Pour l’article homonyme, voir Blood: The Last Vampire.
Pour plus de détails, voir Fiche technique et Distribution.
Blood: The Last Vampire (rōmaji : Rasuto buraddo) est un film multinational réalisé par Chris Nahon, sorti en 2009.
Il s'agit d'une adaptation de l'anime Blood: The Last Vampire de Hiroyuki Kitakubo sorti en 2000.

## Synopsis
Alors que la Yokota Air Base, une base militaire américaine au Japon est infectée par des créatures d'apparence humaine, peu de temps avant guerre du Viêt Nam, une organisation gouvernementale secrète envoie Saya une demi vampire pour les éliminer. Elle prend l'identité d'une écolière et entre dans le collège de la base, afin de mener sa mission à bien.

## Fiche technique
- Titre : Blood: The Last Vampire
- Titre rōmaji : Rasuto buraddo
- Réalisation : Chris Nahon
- Premier assistant réalisateur : Jacques Eberhard
- Scénario : Chris Chow, d'après les personnages créés par Kenji Kamiyama et Katsuya Terada
- Direction artistique : Chia-Yi Renée Chao et Rika Nakanishi
- Musique : Clint Mansell
- Décors : Nathan Amondson
- Costumes : Connie Balduzzi et Shandy Fung Shan Lui
- Photographie : Hang-Sang Poon
- Montage : Marco Cavé
- Production : William Kong et Abel Nahmias
  - Production associée : Fernando Altschul et Zhenyan Zhang
  - Production déléguée : Luis Zanger (en Argentine)
  - Production exécutive : Muriel Cabeza et Chris Thompson
- Société de production : East Wing Holdings et SAJ
- Distribution : Asmik Ace Entertainment (Japon), Pathé (France)
- Budget : 35 millions $US[1].
- Pays d'origine :  Hong Kong,  France,  Japon,  Argentine
- Langue originale : anglais
- Studio : Edko - Pathé
- Format : couleur - Son : Dolby Digital - 2,35:1 - Format 35 mm
- Genre : horreur, thriller, action
- Durée : 91 minutes
- Dates de sortie :
  - Japon : 2 avril 2009 (sortie limitée), 29 mai 2009[2]
  - Hong Kong : 4 juin 2009
  - France : 17 juin 2009
  - États-Unis : 10 juillet 2009 (sortie limitée)
  - Suisse : 15 juillet 2009[3]
- Classification: 
  - États-Unis : R pour scènes violentes avec beaucoup de sang (Rated R for strong bloody stylized violence)[4]
  - France : Tous publics avec avertissement au cinéma, Interdit aux -16 ans lors de sa diffusion télévisuelle (Canal+)

### Lieux de tournage
- Chine : Dali, Kunming, Teng Chong
- Argentine : Ituzaingó (Leloir Park), Morón, Vicente López

## Distribution
- Jun Ji-hyun (V. F. : Aurélie Nollet) : Saya
- Allison Miller (V. F. : Nathalie Radot) : Alice Mckee
- Masiela Lusha : Sharon
- J.J. Feild (V. F. : Anatole de Bodinat) : Luke
- Koyuki Katō (V. F. : Catherine Le Hénan) : Onigen
- Liam Cunningham (VF : Eric Herson-Macarel) : Michael
- Yasuaki Kurata (V. F. : Gilbert Beugniot) : Kato Takatora
- Michael Byrne : Elder
- Colin Salmon : Powell
- Andrew Pleavin : Frank Nielsen
- Larry Lamb (V. F. : Bernard Métraux) : General Mckee
- Constantine Gregory (en) : Principal Henry
- Ailish OConnor : Linda
- Joey Anaya : Creature

Sources et légende : Version française (V. F.) sur Voxofilm